# Dacalana vidura
Dacalana vidura is een vlinder uit de familie van de Lycaenidae. De wetenschappelijke naam van de soort is voor het eerst geldig gepubliceerd in 1857 door Horsfield.